# 多岐神社

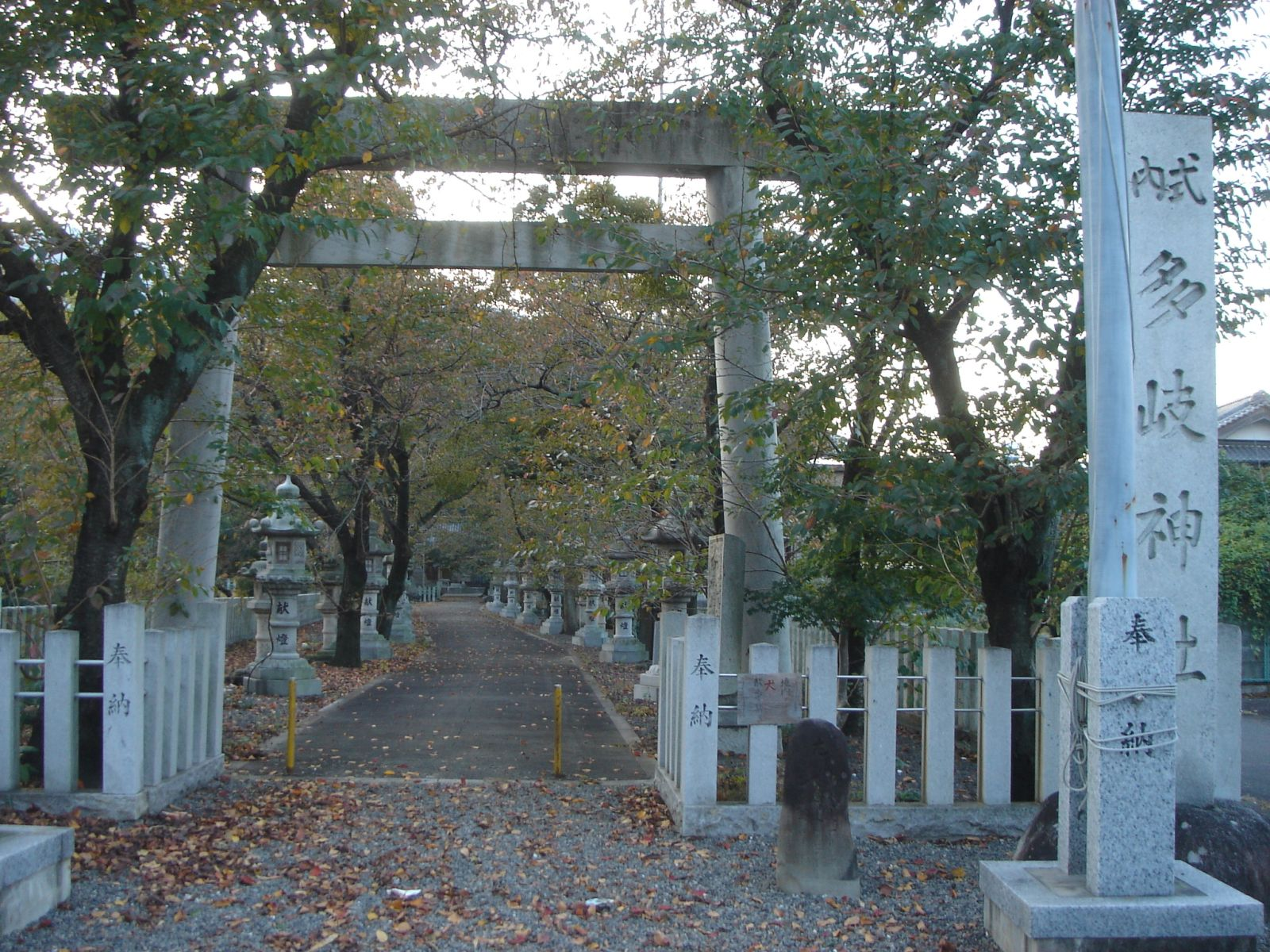
鳥居

多岐神社（たぎじんじゃ）は、岐阜県養老郡養老町にある神社である。式内社で、旧社格は郷社。美濃国三宮とされる。
美濃国多芸郡の神社である。多芸の名の由来は、ヤマトタケルの「吾が足得歩まず、たぎらぎしくなりぬ」の言葉から。

## 祭神
- 倉稻魂神（うかのみたまのかみ）
- 素盞嗚命（すさのおのみこと）

古代、この地域を支配した多芸氏の祖神を祭ったという。

## 歴史
- 和銅年間といわれるが、創建時期は不明。
- 1189年（文治5年） 如法経塚が作られる。（社殿裏の円墳上にある。）
- 1550年～60年頃（弘治、永禄年間） 動乱により社領没収。
- 1585年（天正13年） 洪水で大きな被害を受ける。この洪水で木曽川の流れが変わり、尾張国と美濃国の境が変更され、尾張国葉栗郡、中島郡、海西郡の一部が美濃国羽栗郡、中島郡、海西郡となる。
- 慶長以後、社殿などを復興。
- 1873年（明治6年）　郷社に指定される。
- 1913年（大正2年） 日照りが続いた際に社務所前に3種の稲（早稲、中稲、晩稲）が生え、霊験として多くの参拝者があったという。（社殿横にこれを記念した奇端之稲発生の地の石碑がある。）
- 1962年（昭和37年） 金幣社に指定される。

## 文化財
- 懸仏（県指定重要文化財）[1]

## 所在地
- 岐阜県養老郡養老町三神町406-1
  - 養老鉄道養老線美濃高田駅より約1.7km